# Garaeus fulvatus
Garaeus fulvatus là một loài bướm đêm trong họ Geometridae.